# Suf Podgoreanu
Suf Podgoreanu (Hebreeuws: סוף פודגוראנו) (Hadera, 20 januari 2002) is een Israëlisch-Roemeens voetballer die doorgaans als aanvaller speelt. Hij komt uit voor Maccabi Haifa.

## Clubcarrière
Podgoreanu doorliep de jeugdopleiding van Maccabi Haifa. Op 3 juni 2020 maakte hij zijn debuut voor het eerste, tegen Maccabi Tel Aviv. Na vijf wedstrijden bij Maccabi Haifa verkaste Podgoreanu naar Rome, om een jaar in de jeugd van AS Roma te spelen. Hij zat een aantal keer bij de selectie van het eerste, maar maakte geen minuten. Medio 2021 ging hij naar Spezia Calcio, dat net als Roma uitkwam in de Serie A. Hij maakte zijn debuut in de Serie A op 19 september 2021, tegen Venezia FC (2-1). Podgoreanu kwam slechts vijf keer uit voor de ploeg, voor hij verhuurd werd aan zijn oude club Maccabi Haifa.

### Maccabi Haifa
Medio 2022 werd Podgoreanu voor een jaar verhuurd aan Maccabi Haifa, zijn oude club. Door een blessure speelde hij dat seizoen maar één wedstrijd, tegen SL Benfica in de UEFA Champions League (0-2). In de zomer van 2023 nam Maccabi Haifa Podgoreanu definitief over van Spezia Calcio. 
In het seizoen 2023/24 kreeg Podgoreanu meer speeltijd bij de club. Hij mocht bijna elke wedstrijd invallen, en mocht meespelen de UEFA Europa League, waar Maccabi Haifa zich het seizoen ervoor voor had geplaatst. Hij speelde tegen Panathinaikos FC, Villarreal CF en Stade Rennais. Na uitschakeling in de Europa League speelde Maccabi Haifa nog mee in de UEFA Conference League; Podgoreanu speelde twee keer tegen KAA Gent en ACF Fiorentina, met afwisselende basisplaatsen en invalbeurten. Maccabi Haifa werd door Fiorentina uitgeschakeld.

### Heracles Almelo
In de zomer van 2024 werd Podgoreanu door Maccabi Haifa verhuurd aan Heracles Almelo, dat uitkwam in de Eredivisie. Hij debuteerde op 25 augustus 2024, tegen Willem II (1-1). Hij viel in de 58e minuut in voor Bryan Limbombe. Hij maakte zijn eerste doelpunt voor de Almeloërs op 16 januari 2025, in de KNVB Beker tegen De Graafschap. Hij kwam in de 66e minuut in de ploeg voor Juho Talvitie en scoorde een minuut later op aangeven van Mario Engels (2-0). Zijn eerste competitietreffer maakte hij op 8 februari, tegen Go Ahead Eagles (4-2). Op 27 februari 2025 maatke Podgoreanu de late gelijkmaker tegen AZ in de beker (2-2), waardoor de wedstrijd eindigde in penalty's. De penalty's werden verloren, waardoor Heracles werd uitgeschakeld in de halve finale.

## Interlandcarrière
Podgoreanu debuteerde op 12 oktober 2021 voor het Israëlisch nationaal elftal, in een WK-kwalificatiewedstrijd tegen Moldavië. Hij mocht in de laatste minuten invallen voor Eli Dasa. In zijn tweede interland tegen de Faeröer gaf hij een assist op Shon Weissman.
| Interlands van Suf Podgoreanu voor Israël | Interlands van Suf Podgoreanu voor Israël | Interlands van Suf Podgoreanu voor Israël | Interlands van Suf Podgoreanu voor Israël | Interlands van Suf Podgoreanu voor Israël | Interlands van Suf Podgoreanu voor Israël |
| №                                         | Datum                                     | Wedstrijd                                 | Uitslag                                   | Competitie                                | Goals                                     |
| ----------------------------------------- | ----------------------------------------- | ----------------------------------------- | ----------------------------------------- | ----------------------------------------- | ----------------------------------------- |
| 1                                         | 12 oktober 2021                           | Israël – Moldavië                         | 2 – 1                                     | WK 2022 (kwalificatie)                    | 0                                         |
| 2                                         | 15 november 2021                          | Israël – Faeröer                          | 3 – 2                                     | WK 2022 (kwalificatie)                    | 0                                         |

Bijgewerkt op 8 maart 2025.

## Statistieken
| Seizoen | Club              | Competitie  | Competitie | Competitie | Beker | Beker | Overig | Overig | Totaal | Totaal |
| Seizoen | Club              | Competitie  | Wed.       | Dlp.       | Wed.  | Dlp.  | Dlp.   | Dlp.   | Wed.   | Dlp.   |
| ------- | ----------------- | ----------- | ---------- | ---------- | ----- | ----- | ------ | ------ | ------ | ------ |
| 2019/20 | Maccabi Haifa     | Ligat Ha'Al | 5          | 0          | 0     | 0     | 0      | 0      | 5      | 0      |
| 2020/21 | AS Roma           | Serie A     | 0          | 0          | 0     | 0     | 0      | 0      | 0      | 0      |
| 2021/22 | Spezia Calcio     | Serie A     | 5          | 0          | 0     | 0     | 0      | 0      | 5      | 0      |
| 2022/23 | → Maccabi Haifa   | Ligat Ha'Al | 0          | 0          | 0     | 0     | 1      | 0      | 1      | 0      |
| 2023/24 | Maccabi Haifa     | Ligat Ha'Al | 18         | 1          | 3     | 2     | 12     | 0      | 33     | 3      |
| 2024/25 | → Heracles Almelo | Eredivisie  | 32         | 1          | 5     | 2     | 0      | 0      | 37     | 3      |
| Totaal  | Totaal            | Totaal      | 60         | 2          | 8     | 4     | 13     | 0      | 81     | 6      |

Bijgewerkt op 17 juni 2025.